# Ognjene kočije
Ognjene kočije (angleško Chariots of Fire) so britanski zgodovinski dramski film iz leta 1981. Temelji na resnični zgodbi dveh atletov na Poletnih olimpijskih igrah 1924: škotskega kristjana Erica Liddella, ki tekmuje za slavo svojega Boga, in angleškega Juda Harolda Abrahamsa, ki tekmuje za preseganje predsodkov. Film je režiral Hugh Hudson po scenariju Colina Wellanda, produciral pa ga je David Puttnam. V glavnih vlogah nastopata Ben Cross kot Abrahams in Ian Charleson kot Liddell, v stranskih vlogah pa Nigel Havers, Ian Holm, Lindsay Anderson, John Gielgud, Cheryl Campbell in Alice Krige.
Premierno je bil predvajan 30. marca 1981, v britanskih kinematografih pa 15. maja. Izkazal se je za finančno uspešnega in naletel na dobre ocene kritikov. Na 54. podelitvi je bil nominiran za oskarja v sedmih kategorijah, osvojil pa nagrade za najboljši film, izvirni scenarij, kostumografijo in izvirno glasbeno podlago. Nominiran je bil tudi za enajst nagrad BAFTA, od katerih je osvojil nagrade za najboljši film, stranskega igralca (Holm) in kostumografijo. Osvojil je še zlati globus za najboljši tuji film. Britanski filmski inštitut ga je uvrstil na 19. mesto lestvice stotih najboljših britanskih filmov. Naslov filma se nanaša na znano pesem Williama Blakea.

## Vloge
- Ben Cross kot Harold Abrahams
- Ian Charleson kot Eric Liddell
- Nicholas Farrell kot Aubrey Montague
- Nigel Havers kot lord Andrew Lindsay
- Ian Holm kot Sam Mussabini
- John Gielgud kot ravnatelj Trinity Collegea
- Lindsay Anderson kot ravnatelj Caius Collegea
- Cheryl Campbell kot Jennie Liddell
- Alice Krige kot Sybil Gordon
- Struan Rodger kot Sandy McGrath
- Nigel Davenport kot lord Birkenhead
- Patrick Magee kot lord Cadogan
- David Yelland kot valižanski princ
- Peter Egan kot vojvoda Sutherlanda
- Daniel Gerroll kot Henry Stallard
- Dennis Christopher kot Charley Paddock
- Brad Davis kot Jackson Scholz
- Richard Griffiths kot nosač